# Otto Zellweger
Otto Zellweger (* 5. Februar 1858 in Paris; † 15. März 1933 in Basel; heimatberechtigt in Trogen) war ein Schweizer Theologe, Pfarrer, Publizist und Redaktor aus dem Kanton Appenzell Ausserrhoden.

## Leben
Otto Zellweger war ein Sohn von Ulrich Zellweger und Cécile Ryhiner. Im Jahr 1883 heiratete er Lily Steiger. Das Ehepaar  hatte neun Kinder. Der jüngste Sohn war Johann Ulrich Zellweger-Kern (1900–1933), der spätere Buchdrucker, Kaufmann, Verleger und Direktor der Basler Druck- und Verlagsanstalt.  
Otto Zellweger war der Schwager von Ernst Steiger-Züst und Jakob Züst. Ein Schwiegersohn war Karl Sartorius. 
Zellweger studierte von 1876 bis 1881 Theologie in Basel und Leipzig. und war von 1881 bis 1886 Pfarrer in Reute. Ab 1886 bis 1894 war er Pfarrer der protestantisch-positiven Minoritätsgemeinde in Heiden, deshalb wurde er aus der appenzellischen Synode ausgeschlossen.
Von 1884 bis 1931 war Zellweger Chefredaktor des Appenzeller Sonntagsblatts und von 1894 bis 1902 der Allgemeinen Schweizer Zeitung. Ab 1902 bis 1924 war er Leiter der Basler Nachrichten als Verwaltungsratsdelegierter der Buchdruckerei zum Basler Berichthaus AG sowie amtierte er als Verwaltungsrat der Schweizerischen Depeschenagentur. Von 1897 bis 1914 sass er im Basler Grossrat. Zellweger initiierte 1902 den Ankauf der Basler Nachrichten und deren Fusion mit der Allgemeinen Schweizer Zeitung. Unter seiner Leitung entwickelten sich die Basler Nachrichten zur angesehenen liberal-konservativ ausgerichteten Schweizer Tageszeitung.
Zellweger war ein Anhänger Christoph Blumhardts und betätigte sich auch nach 1894 noch regelmässig als Gastprediger. 